# اسکویی!
اسکویی! یک سری کتاب کمیک و داستان مصور چهار شماره‌ای اثر جونن واسکز است که به وسیله انتشارات اسلیو لیبر گرافیکس منتشر شده و شامل یک شخصیت فرعی از سری قبلی واسکز، جانی دیوانه آدمکش، است. این سری در چهارچوب کتاب جیبی «کتاب غول‌پیکر شگفت‌انگیز اسکویی از وحشت‌های وصف‌ناپذیر» جمع‌آوری و منتشر شد.

## نمای کلی
این سری بر روی کودکی به نام تاد کَسیل تمرکز دارد که بیشتر با نام اسکویی نیز شناخته می‌شود. اسکویی، یک کودک در ونگرا و مورد آزار و اذیت قرار گرفته با خانواده‌ای نه چندان حامی، مجبور شده کمی سریع‌تر از همسالانش بالغ شود. او عاشق نوشتن است، اما فقط از معلمش انتقاد و از هم‌کلاسی‌هایش طعنه می‌شنود و این شخصیت حمایت نمی‌شود. هرگونه تلاشی که او برای منحرف کردن این خصومت‌ها انجام می‌دهد، تنها منجر به افتادن در باتلاق یا تحقیر بیشتر او می‌شود. مادر اسکویی به نوعی قرص اعتیاد دارد و زمان زیادی را در حالتی تقریباً آشفته و بیهوش، در از کشیده است. او اغلب فراموش می‌کند که اسکویی کیست، یا حتی فراموش می‌کند که فرزندی دارد. پدر او که به طرز در دناکی از وجود اسکویی آگاه است، از پسرش متنفر است و هرگز فراموش نمی‌کند که بگوید اسکویی را به خاطر «خراب کردن» زندگی‌اش سرزنش می‌کند و ادعا می‌کند که «از وقتی [اسکوئی] به دنیا آمده، یک بار هم لبخند نزده است». او که صبر و شکیبایی کمی در برابر حرف‌ها یا کارهای اسکویی دارد، سرانجام متقاعد می‌شود که اسکویی از نظر روحی روانی ناپایدار است و در پایان سریال، او را به «مؤسسه گوشت سر معیوب» می‌سپارد. اسکویی همچنین پدر بزرگی دارد که به حق معتقد است فرزندانش فقط منتظر مرگ او هستند تا نوعی ارث به دست آورند. پدر بزرگش ادعا می‌کند که با خوردن فرزندان اول فرزندانش، سالم و جوان می‌ماند و متعاقباً تلاش می‌کند تا اسکویی را ببلعد، اما به طرز وحشتناکی آشکار می‌شود که او در واقع یک سایبورگ و احتمالاً دیوانه است.
همسایه اسکویی، جانی سی. همچنین معروف به «نی» (با تلفظ «نی»)، شخصیت اصلی رمان «جانی دیوانه قاتل» (به اختصار جانی دیوانه آدمکش) است. ننی مرتباً آخر شب‌ها با دزدکی وارد اتاق اسکویی می‌شود و به او سر می‌زند. جانی دیوانهٔ آدمکش بیشتر روی جنبهٔ «راهنمایی» یا «برادر ی بزرگ» رابطهٔ نی و اسکویی تمرکز داشت، اما تعامل کمی در اسکویی اتفاق می‌افتد! گذشته از نقاشی یا یادداشت‌های گاه‌به‌گاه که در اتاق اسکویی جا مانده، یا اشارات کوتاهی به «مرد همسایه دیوانه» (او به عنوان بیمار سرپایی «مؤسسه گوشت سر معیوب» ظاهر می‌شود، که اسکویی به طرز عجیبی از دیدنش شاد است). اسکویی فقط یک دوست دارد، البته احتمالاً یک دوست خیالی، خرس عروسکی کهنه‌ای که با محبت او را شمی صدا می‌زنند. فقط یک شخص واقعی تلاش می‌کند تا با اسکویی دوست شود، پسری به نام پپیتو که اتفاقاً همان دجال است. در طول این سری، اسکویی با یک چی‌واوای قاتل (که تنها هم‌کلاسی‌اش را که با او دوست بود، به طرز مهلکی در ید)، هم‌کلاسی‌های زامبی‌شده، حوادث ورزشی ناگوار، آدم‌ربایی به وسیله موجودات فضایی، نزدیک شدن به استخدام در ارتش شیطان، مواجهه با خود آینده‌اش، یک دیدلرکنندهٔ شبح‌مانند، یک کرم غبار غول‌پیکر قاتل و در نهایت اعزام به آسایشگاه روحی روانی، با وجود اینکه یکی از عاقل‌ترین شخصیت‌های کمیک است، روبرو می‌شود. این تجربیات باعث می‌شود که او در یک داستان مصور به یک «چیز شبیه بره-بچه-سگ» اشاره کند که حتماً یک کارتونیست بدجنس دارد زندگی او را ترسیم می‌کند و بنابراین نمی‌خواهد بیش از حد به کسی یا چیزی در آن وابسته شود.

## دیگر شخصیت‌های برجسته سریال

### پپیتو شیطان
صحنه‌ای در جانی دیوانه آدمکش شماره ۴ در برگیرنده حضور زودهنگام پپیتو است. این طراحی نخستین و کمی متفاوت از پپیتو را می‌توان در حالی که دست مادر ش را گرفته است، در تابلویی دید که در آن دیوی روزی را که ننی را در کتابفروشی دیده بود، به یاد می‌آورد. او همچنین به همین شکل، در کابوسی که اسکویی پس از ترک اتاقش به وسیله جانی در پایان جانی دیوانه آدمکش شماره ۷ می‌بیند، ظاهر می‌شود.
پپیتو همکلاسی جدید اسکویی است که اتفاقاً همان ضدمسیح است. اسکویی مخفیانه با رجزخوانی‌های آخرالزمانی پپیتو موافق است، اما کاملاً مطمئن نیست کسانی که در زندگی‌اش او را مسخره کرده‌اند یا به او آسیب رسانده‌اند، واقعاً مستحق مج از ات باشند. پپیتو یک شب پس از دعوت اسکویی برای شام، خستگی خود را از دنیای انسان‌ها ابراز می‌کند و به پدر او، شیطان، شکایت می‌کند که در این «جهنم جهنمی» کسی را برای ب از ی کردن ندارد. این باعث می‌شود شیطان سعی کند با استفاده از استعاره‌ای شامل نان و ناچو، و چیزهای دیگر، اسکویی را به ارتش تاریک خود جذب کند، که اساساً به این معنی است که اگر او به سادگی روح خود را تسلیم کند، زندگی او در کل بهتر خواهد شد. اسکوی مودبانه پیشنهاد شیطان را رد می‌کند و موضوع فوراً و برای همیشه منتفی می‌شود. با وجود این، پپیتو هنوز اسکویی و خودش را دوست می‌داند.

### شمی خرس عروسکی
اسکویی یک خرس عروسکی کهنه و فرسوده را که اسمش را شمی گذاشته، با خود همه جا می‌برد. اغلب، اسکویی با شمی مثل یک شخص واقعی صحبت می‌کند و راز دلش را به عروسک می‌گوید، و ظاهراً او هم پاسخ می‌دهد، هرچند هیچ دیالوگ قابل خواندنی بین این دو رد و بدل نمی‌شود، به جز یک نوار که در آن اسکویی در خواب‌هایش با شمی مکالمه می‌کند. شمی ادعا می‌کند که یک «اسفنج تروما» است، تمام احساسات و تجربیات منفی را جذب می‌کند و آنها را برای اسکویی در در ون خود ذخیره می‌کند. او می‌گوید این کار مانع از این می‌شود که اسکویی مثل جانی سی شود. در طول مکالمات خاموشی که در مناسبت‌های مختلف با هم رد و بدل می‌کنند، شمی اغلب به اسکویی پیشنهاد می‌دهد که به تلافی اشتباهی که در حقش انجام شده، دست به کاری خشونت‌آمیز بزند، مثلاً آتش‌سوزی عمدی. اسکویی با خنده این پیشنهادها را بی‌اعتنا می‌داند و فرض می‌کند که شمی شوخی می‌کند، هرچند برای خواننده کاملاً واضح است که شوخی نمی‌کند.

## خلاصه داستان
داستان به صورت اپیزودیک روایت می‌شود و از شماره‌ای به شمارهٔ دیگر پیوستگی کمی دارد و داستان‌ها زیاد به هم مربوط نیستند.

### شماره ۱
داستان از مکانی شروع می‌شود که اسکویی در رختخوابش برای خوشبختی پدر او دعا می‌کند، اما وقتی متوجه می‌شود که خرس عروسکی‌اش، شمی، در بستر نیست، او را در کمد دیواری پیدا می‌کند، مکانی که دو موجود فضایی منتظرند تا اسکویی را برای آزمایش بدزدند. یک جفت بیگانه دیگر، که به‌طور قابل توجهی از جفت اول باهوش‌تر هستند، از راه می‌رسند و فضاییها بر سر اینکه چه کسی باید اسکویی را با خود برگرداند و آزمایش‌هایشان را روی او انجام دهد، بحث می‌کنند، تا اینکه جفت دوم بقیه را فریب می‌دهند و اسکویی را برای خود می‌برند. اسکویی بعداً در ست به موقع به خانه برمی‌گردد تا صبح روز بعد به مدر سه برود. در راه، او می‌بیند که تنها دوستش پس از ناهار مورد حمله سگ کوچکی قرار می‌گیرد و سگ او را به داخل لانه سگش می‌کشد و در آنجا فرض بر این است که دوستش کشته شده است. در مدر سه، دانش‌آموز جدیدی به نام پپیتو به کلاس ملحق می‌شود و ادعا می‌کند که دجال است. پپیتو بلافاصله از همه افراد کلاس منزجر می‌شود، به جز اسکویی که می‌داند او هم مثل او نسبت به بقیه احساس بدی دارد. پپیتو با خشونت به دیگر دانش‌آموزان مدر سه حمله می‌کند و مدر سه را به آتش می‌کشد، تا اینکه معلم کلاس را برای آن روز تعطیل می‌کند.

### شماره ۲
در یک مسافرت خانوادگی، اسکویی را برای استفاده از سرویس بهداشتی جلوی یک رستوران پیاده می‌کنند. اسکویی در حالی که در توالت بود، صدای ناله و فریاد مردی را در مکانگاه شنید. همچنان که سر و صدا بلندتر و بلندتر می‌شد، اسکویی عصبی‌تر می‌شد، تا اینکه گودالی از خون از زیر طویله بیرون زد و اسکویی از ترس بیرون دوید. بعداً، مردی با لباس بزرگ اسکویی روی پشت بام در مقابل اسکویی ظاهر می‌شود و ادعا می‌کند که خودِ آیندهٔ اوست، اما قبل از اینکه بتواند حرف قابل توجهی بزند، ویرانی‌های تکنیک‌های ناقص سفر در زمان، ستون فقراتش را سست می‌کند. آن شب، اسکویی خواب می‌بیند که با شمی صحبت می‌کند، شمی ماهیت وجودی خود را برایش تعریف می‌کند، اینکه او برای اسکویی مانند یک «اسفنج تروما» عمل می‌کند و تمام اتفاقات بدی را که برایش می‌افتد، جذب می‌کند. پدر بزرگ روز بعد به دیدلرش می‌آید و سعی می‌کند برای افزایش انرژی، اسکویی بخورد. این شماره به مکان تکنیک معمول قلم و جوهر واسکز، کاملاً با قلم‌مو نقاشی شده است.

### شماره ۳
اسکویی از اینکه کنه‌های گرد و غبار همه جا هستند، دچار توهم می‌شود که ناگهان یک کنه بزرگ از بالشش می‌افتد. او که از مزاحمت‌هایش عصبانی شده بود، سعی کرد اسکوی را بکشد. اسکویی شب هنگام با روح دختری که در اتاقش مرده بود از خواب بیدار می‌شود. در مدر سه، اسکویی با سگی آشنا می‌شود که به نظر می‌رسد می‌خواهد با او دوست شود، اما اسکویی متوجه می‌شود که اتفاقات وحشتناکی برای هر کسی که در اطرافش باشد رخ می‌دهد و بنابراین سعی می‌کند سگ را از خود دور نگه دارد (کمی بعد، سگ با ماشین تصادف می‌کند). بعد از مدر سه، اسکویی برای شام به خانه پپیتو دعوت می‌شود و در آنجا با پدر پپیتو، شیطان (که با نام مستعار سینیور دیابلو نیز شناخته می‌شود و در شماره ششم جانیِ دیوانهٔ آدمکش نیز حضور داشت) دیدلر می‌کند که سعی می‌کند او را به ارتش بی‌روح تاریکی خود جذب کند.

### شماره ۴
اسکویی بار دیگر با اولین جفت فضایی که در شماره ۱ سعی در ربودنش داشتند، روبرو می‌شود، این بار او موفق می‌شود آنها را متقاعد کند که هوشمندانه‌تر است والدینش را ببرند، که آنها موافقت می‌کنند. در مدر سه، اسکویی به وسیله گروهی از بچه‌ها مورد آزار و اذیت قرار می‌گیرد و سپس دختری او را مسخره می‌کند و سپس با توپ بیسبال به او ضربه می‌زند که باعث می‌شود چشمش از حدقه بیرون بزند و اسکویی جیغ زنان فرار می‌کند. در کلاس، اسکویی یک غلط املایی در کتاب در سی را زیر سؤال می‌برد که معلمش را عصبانی می‌کند و به دانش‌آموزان دیگر دستور می‌دهد به او حمله کنند. اسکویی متوجه می‌شود که هم‌کلاسی‌هایش به وسیله مسئولین مدر سه به زامبی تبدیل شده‌اند تا بی‌چون و چرا از دستورات معلم پیروی کنند. اسکویی به وسیله پپیتو نجات می‌یابد و پپیتو کل مدر سه را نابود می‌کند. در خانه، والدین اسکویی از ربوده شدنشان ب از می‌گردند و تصمیم می‌گیرند اسکویی را برای چند هفته به یک آسایشگاه روحی روانی ببرند، مکانی که او برای مدت کوتاهی با جانی سی. که به عنوان داوطلب برای مطالعه خواب در آنجاست، دوباره دیدلر می‌کند.

## اشاراتی به زندگی خود واسکز
در حالی که جانیِ دیوانهٔ آدمکش بیشتر در بارهٔ چیزهایی بود که واسکز را عصبانی می‌کرد، اسکویی! دربارهٔ چیزهایی بود که در کودکی او را وحشت‌زده می‌کرد. بسیاری از ترس‌های اسکویی (مانند موجودات فضایی و هیولای زیر تخت) ترس‌های واسکز نیز بودند. او در  کامیک کان نیویورک ۲۰۰۶ اظهار داشت که صحنه‌ای که در آن چی‌واوا دوست اسکویی را در هم می‌کوبد، بر اساس اتفاق مشابهی است که برای خودش افتاده است.

## انیمیشن کوتاه
در سال ۲۰۱۳، مشخص شد که جونن واسکز در حال کار بر روی یک انیمیشن کوتاه بر اساس شخصیت اسکویی! است. نام آن «اسکویی در برابر هزارتوی گوشت» خواهد بود. تا سال ۲۰۲۳، این فیلم کوتاه منتشر نشده و واسکز هیچ اظهار نظری در مورد آن نکرده است.

### برای مطالعهٔ بیشتر
- کتاب غول‌پیکر و شگفت‌انگیز اسکویی از وحشت‌های وصف‌ناپذیر (۱۹۹۸) انتشارات SLG (شابک ‎۰-۹۴۳۱۵۱-۲۴-۴)

الگو:Jhonen Vasquezالگو:Goth subculture